# Мосул (вилайет)
Провинция Мосул или Вилайят Мосул (осман. ولايت موصل, Vilâyet-i Musul‎) образован из северных санджаков вилайета Багдад в 1879 году.
Существовал вилайет с 1879 по 1918 годы. 11 ноября 1918 года территория вилайета была захвачена британскими войсками и он был упразднён Мудросским перемирием. В 1919 году Лига Наций передала область Мосул под мандат (владение) Великобритании на условиях Севрского мирного договора. На момент окончания Первой мировой войны территория Ирака входила в состав Османской империи, и в административном плане состояла из трёх вилайетов — Мосульского, Багдадского и Басорского. В ходе войны англичане заняли Басорский и Багдадский вилайеты, а 8 ноября 1918 года, нарушив условия подписанного 30 октября Мудроского перемирия с Османской империей, заняли и Мосульский вилайет, присоединив его, фактически, к Ираку.
Провинция Мосул занимала территорию северо-восточного Ирака (часть Курдистана). Большинство населения на начало XX века — курды.

## Административно-территориальное деление
Мосул (вилайет) был разделен на три Санджака, а именно на соответствующие Административно — территориальные единицы:
- Санджак Мосул
- Санджак Киркук (Шехр-и Зор)
- Санджак Сулеймания

## Примечание
1. ↑  Geographical Dictionary of the World (неопр.). — Concept Publishing Company. — С. 1230. — ISBN 978-81-7268-012-1.
2. ↑   Чисхолм, Хью, издание. (1911). «Турция, Багдад (вилайет)» . Британская энциклопедия (11-е изд.). Издательство Кембриджского университета.
3. ↑  Musul Vilayeti | Tarih ve Medeniyet. Дата обращения: 12 июня 2013. Архивировано 18 мая 2015 года.